# Martin Haidinger

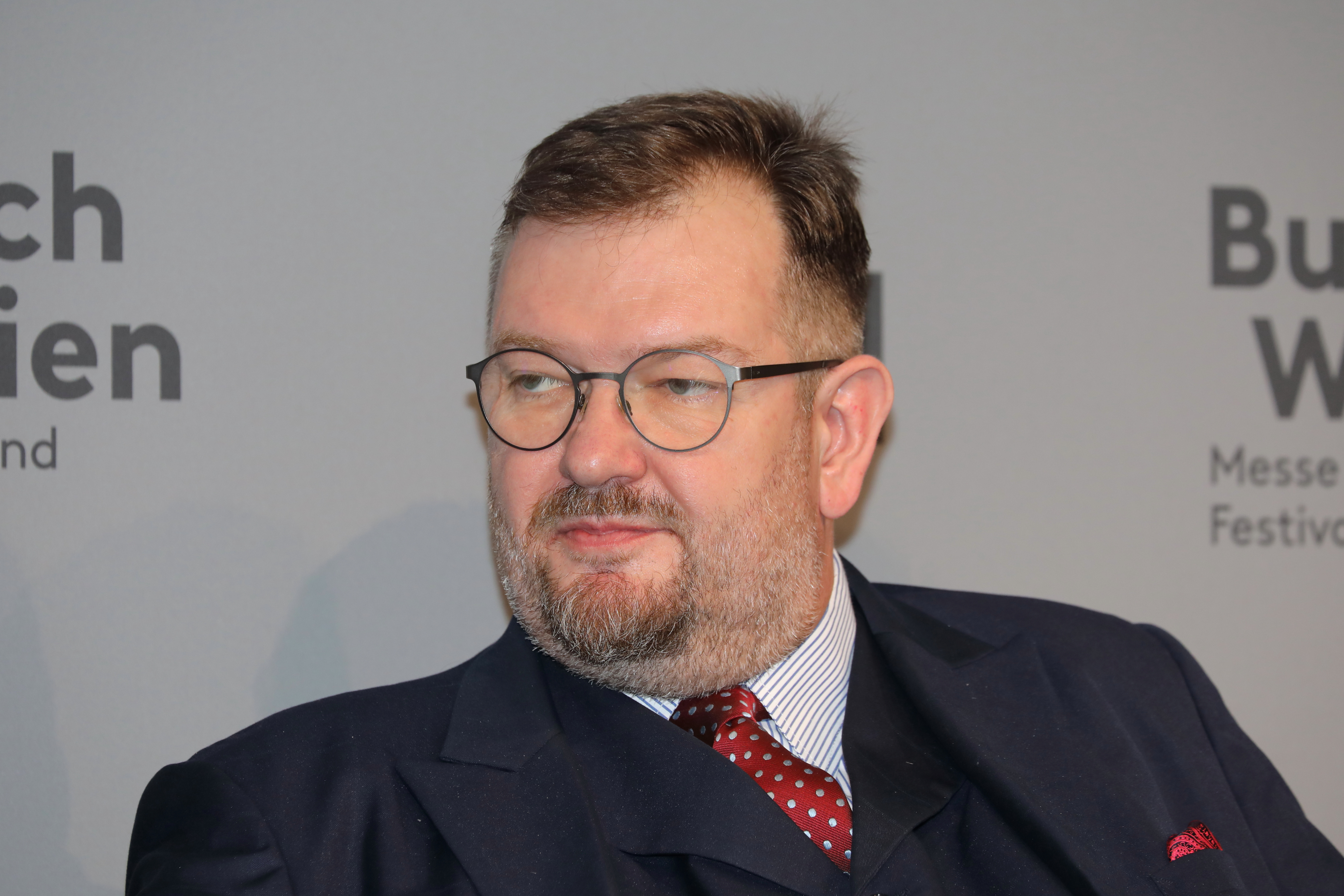
Martin Haidinger

Martin Haidinger (* 6. August 1969 in Wien) ist ein österreichischer Historiker, Buchautor und Journalist sowie Wissenschaftsredakteur.

## Leben
Martin Haidinger absolvierte ein Studium der Geschichte (Mag. phil) an der Universität Wien. Seit 1990 ist er als Journalist für den Österreichischen Rundfunk (ORF-Radio) (Journale und Nachrichten des Aktuellen Dienstes, Wissen Aktuell, Dimensionen, Journal Panorama, Österreich 1 Extra: Zeitsprünge, Radiokolleg) und Deutschlandradio bzw. Deutschlandfunk (Hintergrund Politik, DLF-Magazin) sowie für Zeitungen und Zeitschriften tätig. Von 2012 bis 2014 war er Moderator der TV-Diskussionssendung „Österreichs Universitäten“ auf BR-Alpha. Ab Jänner 2014 gestaltete er Sendungen im Rahmen der Ö1-Wissenschaftsreihe Salzburger Nachtstudio. Von August 2017 bis Februar 2024 leitete er auch die Redaktion dieser Sendereihe. Seit der Ö1-Programmreform im Februar 2024 leitet er als Nachfolgeformat die „Science Arena“, in deren Rahmen u. a. die Formate „Kontroversen der Wissenschaft“ und die „Science Show mit Professor Haidinger“ laufen.
Haidinger verkörperte von 2011 bis 2015 die kabarettistische Kunstfigur „Herr Martin“, den Ober im Café Sonntag auf Ö1. Er ist als Literaturinterpret, Romancier und Kabarettist in TV-Sendungen (Alles TV, Rapparazzi, De Luca) und auf Bühnen im In- und Ausland engagiert. Haidinger hat Lehraufträge für Medienkunde an der Karl-Franzens-Universität Graz, der Fachhochschule Wiener Neustadt und an der Katholischen Medien Akademie in Wien inne und bietet an der „Schule des Sprechens“ in Wien Kurse in kreativer Textgestaltung an. Haidinger beschäftigt sich intensiv mit dem Couleurstudententum und Männerbünden und hat hierzu den satirischen Studentenroman Unter Brüdern verfasst. Selbst ist er Urphilister der Schülerverbindungen Borussia Wien und Danubia Wien im Mittelschüler-Kartell-Verband sowie Mitglied der KAV Capitolina Rom im CV.
Sein Buch Von der Guillotine zur Giftspritze. Fakten Fälle Fehlurteile. Die Geschichte der Todesstrafe wurde in der FAZ vom 5. Oktober 2007 als „gewagt“ eingestuft.  Das Werk Unser Hitler. Die Österreicher und ihr Landsmann, das er gemeinsam mit Günther Steinbach im Mai 2009 veröffentlichte, wurde zu einem österreichischen Bestseller. Nach einer zweibändigen Geschichte Österreichs (2016+2018) legte er 2019 die erste Biographie des SD- und CIC-Agenten Wilhelm Höttl vor, der für die Geschichte des Holocaust und des Kalten Kriegs von großer Bedeutung war. 2021 schrieb er auf Basis eines 30-stündigen Interviews des Verlegers Hannes Steiner das Buch „Hugo Portisch-So sah ich mein Leben“ sowie die 12-teilige Serie „Hugo Portisch-sein Leben“ im „Kurier“ und gestaltete im „Salzburger Nachtstudio“ drei Radiodokumentationen: „Hugo Portisch, wie ihn kaum wer kennt“, „Hugo Portisch, der Österreicher“ und „Hugo Portisch, der Weltbürger“. 2023 folgten die Bücher „Die Prinzhorns-der Clan“, in dem Haidinger gemeinsam mit seinem Co-Autor Helmut Pisecky die Geschichte und Gegenwart der Industriellenfamilien Hamburger und Prinzhorn nachzeichnet, sowie „Die Freimaurer und ihr Geheimnis“. 2025 veröffentlichte er das Buch „… und dann wurden sie Nazis. Faszination Hitler“.

## Ehrungen und Auszeichnungen (Auswahl)
- Förderpreis für Wissenschaftspublizistik (1996)
- Österreichischer Staatspreis für Wissenschaftspublizistik (2010)
- Kardinal-Innitzer-Preis (Würdigungspreis, 2014)
- Berufstitel Professor 2023[10]

## Veröffentlichungen
Sachbücher 
- mit Klaus Koch: Siebenbürgen: Sagenhaftes Land im Karpatenbogen. Christian Brandstätter, Wien 1996, ISBN 3-85447-644-2, S. 183.
- mit Reinhold Knoll: Spione, Spitzel und Agenten. Analyse einer Schattenwelt. NP-Buchverlag, St. Pölten/Wien 2001, ISBN 3-85326-188-4, S. 471.
- mit Heiner Boberski, Peter Gnaiger, Thomas Schaller, Robert Weichinger: Männlich – Mächtig – Mysteriös: Geheimbünde in Österreich. Ecowin, Wien 2005, ISBN 3-902404-16-7, S. 319.
- Von der Guillotine zur Giftspritze. Die Geschichte der Todesstrafe. Fakten – Fälle – Fehlurteile. Ecowin, Wien 2007, ISBN 978-3-902404-45-9, S. 224.
- mit Günther Steinbach: Unser Hitler. Die Österreicher und ihr Landsmann. Ecowin, Wien 2009, ISBN 978-3-902404-71-8, S. 328 (Vorwort von Gerhard Jagschitz).
- Rauchen Sie ruhig weiter! Eine Kulturgeschichte des Tabakgenusses für Raucher und Nichtraucher. Metroverlag, Wien 2013, ISBN 978-3-99300-147-6, S. 160.
- Österreichs heimliche Hauptstädte. Flair und Mythos der bedeutenden k. u. k. Metropolen. Metroverlag, Wien 2014, ISBN 978-3-99300-174-2, S. 188.
- mit Günther Steinbach: Der Wiener Kongress. Jahrhundertspektakel zur Machtverteilung. Edition Steinbauer, Wien 2014, ISBN 978-3-902494-73-3, S. 208.
- Franz Josephs Land. Eine kleine Geschichte Österreichs. Amalthea Signum, Wien 2016, ISBN 978-3-99050-028-6, S. 320.
- Jedermanns Land. Österreichs Reise in die Gegenwart. Amalthea Signum, Wien 2018, ISBN 978-3-99050-124-5, S. 271.
- Wilhelm Höttl. Spion für Hitler und die USA. Ueberreuter, Wien 2019, ISBN 978-3-8000-7730-4, S. 260.
- mit Hannes Steiner: Hugo Portisch. So sah ich Mein Leben. Aufgezeichnet von Hannes Steiner. story.one – the library of life, Wien 2021, ISBN 978-3-903715-06-6, S. 80.
- mit Helmut Pisecky: Die Prinzhorns. Der Clan. Ueberreuter, Wien 2023, ISBN 978-3-8000-7853-0, S. 184.
- Die Freimaurer und ihr Geheimnis. 12 Fragen an den Großmeister Georg Semler. Löcker 2023, ISBN 978-3-99098-174-0, S. 148.
- … und dann wurden sie Nazis. Faszination Hitler. Ueberreuter, Wien 2025, ISBN 978-3-8000-7886-8, S. 250.

 Romane 
- Pranger. Steirische Verlagsgesellschaft, Graz 2003, ISBN 3-85489-090-7, S. 224.
- Unter Brüdern. Edition Stefan Rest, Wien 2007, ISBN 978-3-902526-11-3, S. 222.

## Audio Aufnahmen
- Die letzten Tage der Menschheit. Textinterpret: Martin Haidinger, Musik: Barbara Klebel-Vock (Violine), Christina Renghofer (Klavier), 2010, ORF-CD Nr. 753 (2 CDs).